# Flassan
Ne doit pas être confondu avec Flassans-sur-Issole.
Flassan est une commune française située dans le département de Vaucluse, en région Provence-Alpes-Côte d'Azur.
Ses habitants sont appelés les Flassanais et les Flassanaises.

## Géographie

### Localisation
Petit village au pied du Mont Ventoux, au débouché de la combe de Canaud.

### Communes limitrophes
Les communes limitrophes sont  Bédoin, Monieux, Mormoiron, Sault et Villes-sur-Auzon.
|           | Bédoin           |       |
| Mormoiron | Flassan          | Sault |
|           | Villes-sur-Auzon |       |

### Relief

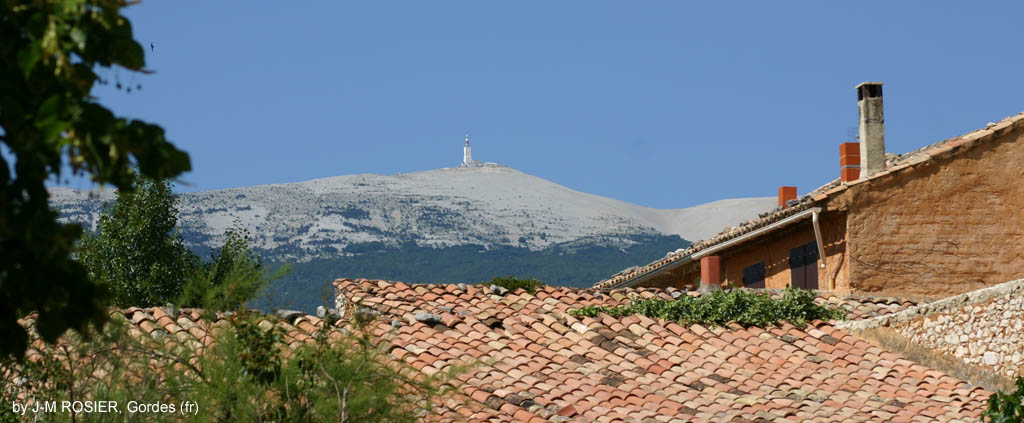
Le mont Ventoux vu des toits de Flassan.

La commune s'étend de la plaine de l'Auzon (altitude : 440 mètres) et remonte les pentes du mont Ventoux jusqu'à la Font d'Angiou. La chapelle Saint-Jean marque son altitude maximale à 1 050 mètres.

### Géologie

Flassan, une des communes du piémont du Mont Ventoux

Le terroir de la commune est en grande partie sur le piémont du Ventoux. C'est une zone calcaire détritique formée par l'érosion sur la partie basse de la commune et par gélifraction sur sa partie haute. Les carrières d'ocre font partie du même synclinal qui se retrouve à Rustrel et à Roussillon. Elles datent du crétacé et sont composées principalement de sables ocreux, de sables blancs et de cuirasses ferrugineuses.

### Sismicité
Les cantons de Bonnieux, Apt, Cadenet, Cavaillon, et Pertuis sont classés en zone Ib (risque faible). Tous les autres cantons du département de Vaucluse sont classés en zone Ia (risque très faible). Ce zonage correspond à une sismicité ne se traduisant qu'exceptionnellement par la destruction de bâtiments.

### Hydrographie
L'Auzon traverse le bas de la commune et sur les pentes du Mont Ventoux se trouve la source de la Font d'Angiou.

### Climat
Pour des articles plus généraux, voir Climat de Provence-Alpes-Côte d'Azur et Climat de Vaucluse.
En 2010, le climat de la commune est de type climat méditerranéen altéré, selon une étude du Centre national de la recherche scientifique s'appuyant sur une série de données couvrant la période 1971-2000. En 2020, Météo-France publie une typologie des climats de la France métropolitaine dans laquelle la commune est dans une zone de transition entre le climat de montagne et le climat méditerranéen et est dans la région climatique  Provence, Languedoc-Roussillon, caractérisée par une pluviométrie faible en été, un très bon ensoleillement (2 600 h/an), un été chaud (21,5 °C), un air très sec en été, sec en toutes saisons, des vents forts (fréquence de 40 à 50 % de vents > 5 m/s) et peu de brouillards. 
Pour la période 1971-2000, la température annuelle moyenne est de 12,3 °C, avec une amplitude thermique annuelle de 16,5 °C. Le cumul annuel moyen de précipitations est de 790 mm, avec 6,2 jours de précipitations en janvier et 3,5 jours en juillet. Pour la période 1991-2020, la température moyenne annuelle observée sur la station météorologique de Météo-France la plus proche, « Beaumont-Mt Serein », sur la commune de Beaumont-du-Ventoux à 11 km à vol d'oiseau, est de 7,0 °C et le cumul annuel moyen de précipitations est de 1 317,0 mm. 
La température maximale relevée sur cette station est de 33,4 °C, atteinte le 28 juin 2019 ; la température minimale est de −18 °C, atteinte le 5 février 2012,,. 
Les paramètres climatiques de la commune ont été estimés pour le milieu du siècle (2041-2070) selon différents scénarios d'émission de gaz à effet de serre à partir des nouvelles projections climatiques de référence DRIAS-2020. Ils sont consultables sur un site dédié publié par Météo-France en novembre 2022.

## Urbanisme

### Typologie
Au 1er janvier 2024, Flassan est catégorisée commune rurale à habitat dispersé, selon la nouvelle grille communale de densité à sept niveaux définie par l'Insee en 2022.
Elle est située hors unité urbaine. Par ailleurs la commune fait partie de l'aire d'attraction de Carpentras, dont elle est une commune de la couronne,. Cette aire, qui regroupe 21 communes, est catégorisée dans les aires de 50 000 à moins de 200 000 habitants,.

### Occupation des sols

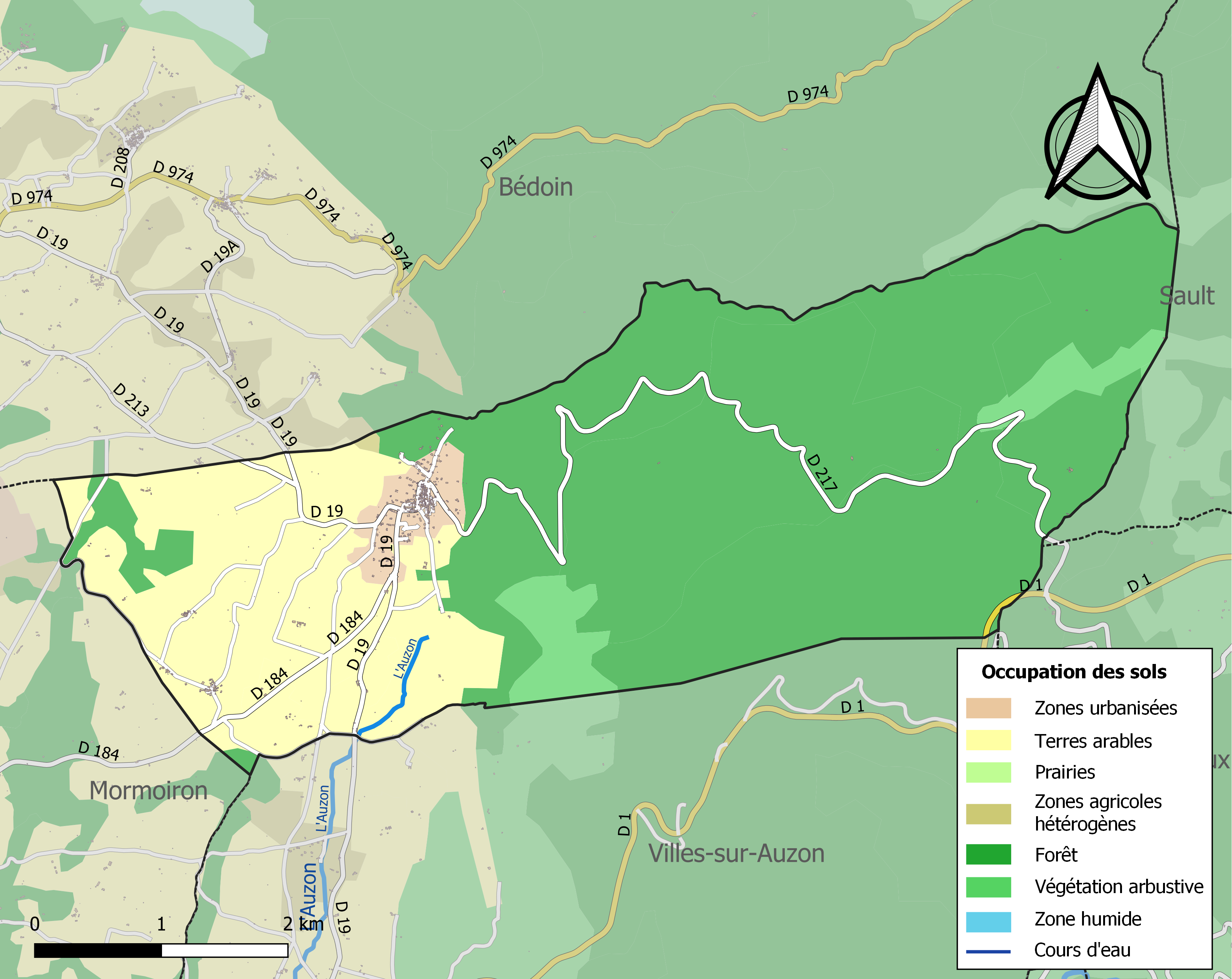
Carte des infrastructures et de l'occupation des sols de la commune en 2018 (CLC).

L'occupation des sols de la commune, telle qu'elle ressort de la base de données européenne d’occupation biophysique des sols Corine Land Cover (CLC), est marquée par l'importance des forêts et milieux semi-naturels (72,3 % en 2018), une proportion sensiblement équivalente à celle de 1990 (73,1 %). La répartition détaillée en 2018 est la suivante : 
forêts (67,8 %), cultures permanentes (24,9 %), milieux à végétation arbustive et/ou herbacée (4,6 %), zones urbanisées (2,6 %), zones agricoles hétérogènes (0,1 %). L'évolution de l’occupation des sols de la commune et de ses infrastructures peut être observée sur les différentes représentations cartographiques du territoire : la carte de Cassini (XVIIIe siècle), la carte d'état-major (1820-1866) et les cartes ou photos aériennes de l'IGN pour la période actuelle (1950 à aujourd'hui).

### Lieux-dits et écarts
Un village médiéval, aujourd'hui disparu, s'était installé à proximité de la Font d'Angiou. C'était le plus haut village du Comtat Venaissin à 1 050 mètres d'altitude.

### Voies de communication et transports
Le village est situé à 4,5 kilomètres de Villes-sur-Auzon, 5,4 de Bédoin et 6,5 de Mormoiron. On y accède par les RD 19 et 184.

## Histoire

### Préhistoire et Antiquité
Dans la combe de Canaud ont été mis au jour des vestiges épipaléolithiques, datés de - 8 000 ans, puis néolithiques (- 5 000 ans). Deux villæ gallo-romaines ont été fouillées, en 1950, sur la colline Saint-Pierre et ont livré des dolia vinaires. Le site des Brebonnets, en 1982, a permis la découverte d'une statue du couple Isis-Horus qui a été datée du début du IIIe siècle.

### Moyen Âge
Le village s'est constitué autour du prieuré Notre-Dame, fondé en 1107 par les augustiniens de l'abbaye Saint-Ruf d'Avignon. Une charte du XIIe siècle indique qu'il était largement pourvu de terres et de vignes. Ce fief devint une co-seigneurie au XIIIe siècle et l'un des pariers fut Barral des Baux à partir de 1254. Sous la papauté d'Avignon, ce prieuré considérable fut inféodé à des prélats ou des cardinaux.

### Renaissance
Le 1er décembre 1536, cette seigneurie pontificale fut inféodée, par lettre bullée de Paul III, à Jean de Raxi. Il appartenait à une famille originaire de Corinthe et Clément VII l'avait fait venir et reçu à Rome dans sa Cour. Lors des guerres de religion, Fabrice Serbelloni, capitaine pontifical, en fit son capitaine-général. Jean de Raxi fut dès lors connu sous le sobriquet de Vieux-Flassan. Ce fief resta inféodé aux Raxi jusqu'à la fin XVIIe.
Un siècle plus tard, Joseph Paul Guibert de Vaubonne (1645-1715), natif de Flassan, s'illustra en tant que capitaine de la cavalerie allemande aux côtés du Prince Eugène. Ses terres comtadines furent érigées en marquisat. Il mourut à Rome où la papauté l'avait appelé.

### Période moderne
En 1692, ce fief fut érigé en marquisat en faveur de la famille Vaubonne. Pendant deux siècles, de 1587 à 1793, Flassan fut pourtant annexé à Mormoiron. Il fallut attendre le 8 août 1793 pour que Jean-Joseph Callet en devienne le premier magistrat.
Le 12 août 1793 fut créé le département de Vaucluse, constitué des districts d'Avignon et de Carpentras, mais aussi de ceux d'Apt et d'Orange, qui appartenaient aux Bouches-du-Rhône, ainsi que du canton de Sault, qui appartenait aux Basses-Alpes.
Napoléon 1er confirma définitivement la création de la commune le 21 prairial an XIII (10 juin 1805).

### Période contemporaine
Pendant trois siècles, le moulin à huile rythma la vie de la commune. Construit en 1633, il ne ferma qu'en 1925.
En 1939, Paul Coutelin qui venait de prendre la succession de son père propriétaire-viticulteur au quartier Saint-Pierre, décida d'innover. Il vendit dès lors son vin en bouteilles, étant le premier vigneron du Ventoux à délaisser la vente en vrac. Il prit sa retraite en 1974, ayant ainsi tracé la voie à une centaine de producteurs indépendants.
En 1900, pour la première fois apparait l’appellation côtes-du-ventoux. Ce baptême a lieu pour un repas de noce. Sur le menu est calligraphié vins des Côtes du Ventoux et des Crans. Ces vins sont tous millésimés et datés de 1870, 1890 et 1895, soit des vins vieux de 5 à 30 ans. C'est à partir de 1939 que les vignerons du secteur constituent un syndicat des vins du Ventoux. Grâce à leur action, leurs vins sont classés en Vin Délimité de Qualité Supérieure (VDQS) dès 1953 puis accèdent enfin à l’AOC le 27 juillet 1973.

### Toponymie
La plus ancienne forme attestée est de Flassino, en 1147, dans le cartulaire de l'évêché de Carpentras. Se trouve ensuite Villa Flaciani en 1253. Ce toponyme fait référence à un nom d'homme latin, Flaccius, auquel a été ajouté -anum, suffixe d'appartenance.

### Héraldique
| Blason de Flassan | Les armes peuvent se blasonner ainsi : De gueules à la clef d'or posée en fasce, accompagnée de trois étoiles du même. |

## Politique et administration
| Période                                  | Période  | Identité     | Étiquette | Qualité |
| ---------------------------------------- | -------- | ------------ | --------- | ------- |
| mars 2001                                | En cours | Michel Jouve |           |         |
| Les données manquantes sont à compléter. |          |              |           |         |

## Démographie
L'évolution du nombre d'habitants est connue à travers les recensements de la population effectués dans la commune depuis 1793. Pour les communes de moins de 10 000 habitants, une enquête de recensement portant sur toute la population est réalisée tous les cinq ans, les populations de référence des années intermédiaires étant quant à elles estimées par interpolation ou extrapolation. Pour la commune, le premier recensement exhaustif entrant dans le cadre du nouveau dispositif a été réalisé en 2006.

En 2022, la commune comptait 455 habitants, en stagnation par rapport à 2016 (Vaucluse : +1,73 %, France hors Mayotte : +2,11 %).
| 1793 | 1800 | 1806 | 1821 | 1831 | 1836 | 1841 | 1846 | 1851 |
| ---- | ---- | ---- | ---- | ---- | ---- | ---- | ---- | ---- |
| 443  | 422  | 470  | 504  | 511  | 509  | 512  | 522  | 525  |

| 1856 | 1861 | 1866 | 1872 | 1876 | 1881 | 1886 | 1891 | 1896 |
| ---- | ---- | ---- | ---- | ---- | ---- | ---- | ---- | ---- |
| 508  | 458  | 483  | 473  | 472  | 447  | 450  | 428  | 400  |

| 1901 | 1906 | 1911 | 1921 | 1926 | 1931 | 1936 | 1946 | 1954 |
| ---- | ---- | ---- | ---- | ---- | ---- | ---- | ---- | ---- |
| 369  | 359  | 323  | 267  | 256  | 275  | 275  | 292  | 239  |

| 1962 | 1968 | 1975 | 1982 | 1990 | 1999 | 2006 | 2011 | 2016 |
| ---- | ---- | ---- | ---- | ---- | ---- | ---- | ---- | ---- |
| 237  | 249  | 251  | 295  | 332  | 341  | 404  | 412  | 455  |

| 2021 | 2022 | - | - | - | - | - | - | - |
| ---- | ---- | - | - | - | - | - | - | - |
| 463  | 455  | - | - | - | - | - | - | - |

## Économie

### Agriculture
De nos jours, la commune est essentiellement vigneronne et produit des vins AOC ventoux. Les fourrés de yeuses et les chênaies sont producteurs de truffes.

### Tourisme
Abritée du mistral par le Mont Ventoux, la commune permet de faire en toute tranquillité des randonnées pédestres et en VTT. La draille traversière, transformée en GR, la traverse. Les randonneurs remontent aussi la combe de Canaud jusqu'au Pas de la Frache. La restauration est possible sur place grâce à une auberge installé sur la route de la Gabelle.

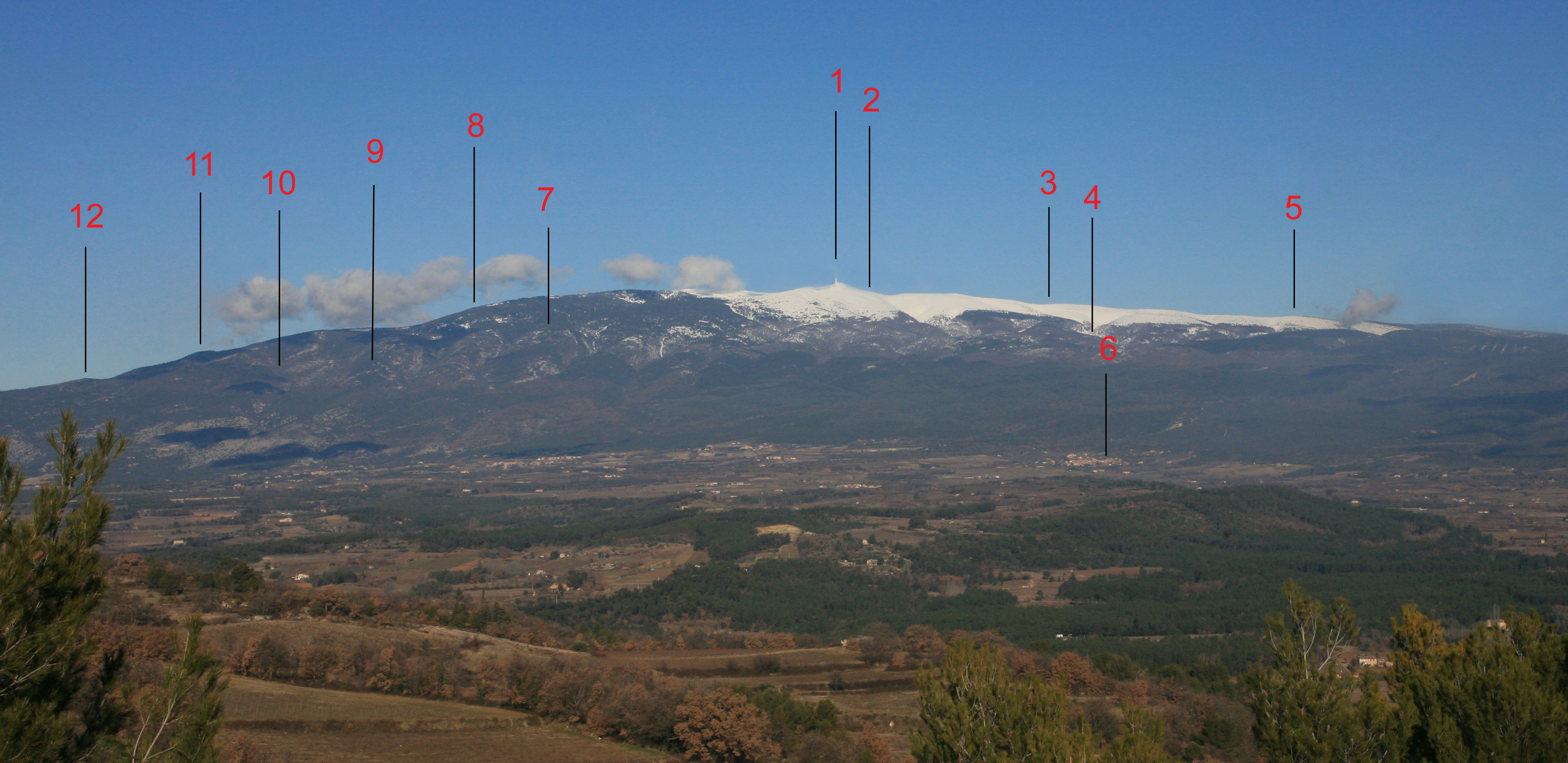
Le massif du Mont Ventoux, dominant le village de Flassan
1 = Mont Ventoux - 2 = Col des Tempêtes - 3 = Tête de la Grave - 4 = Chalet Reynard - 5 = Pas de la Frache - 6 = Flassan - 7 = Rocher de Cachillan - 8 = Tête de Chauve - 9 = Tête du gros Charne - 10 = Tête du Fribouquet - 11 = Cime Saint Vincent - 12 = Grand Barbeirol

## Vie locale

### Enseignement
Une école communale existe dans le village. Les collèges, lycées (classique ou d'enseignement professionnel) se trouvent sur Mazan et Carpentras.

### Sports
La proximité du mont Ventoux est propice aux randonnées pédestres, cyclotouristiques et à VTT. Le village possède un boulodrome.

### Santé
Les spécialistes, hôpitaux et cliniques se trouvent sur Vaison-la-Romaine et Carpentras.

### Écologie et recyclage
La collecte et traitement des déchets des ménages et déchets assimilés et la protection et mise en valeur de l'environnement se font dans le cadre de la communauté d'agglomération Ventoux-Comtat Venaissin.

## Urbanisme

### Typologie
Flassan est une commune rurale, car elle fait partie des communes peu ou très peu denses, au sens de la grille communale de densité de l'Insee.
Par ailleurs la commune fait partie de l'aire d'attraction de Carpentras, dont elle est une commune de la couronne. Cette aire, qui regroupe 21 communes, est catégorisée dans les aires de 50 000 à moins de 200 000 habitants,.

## Lieux et monuments

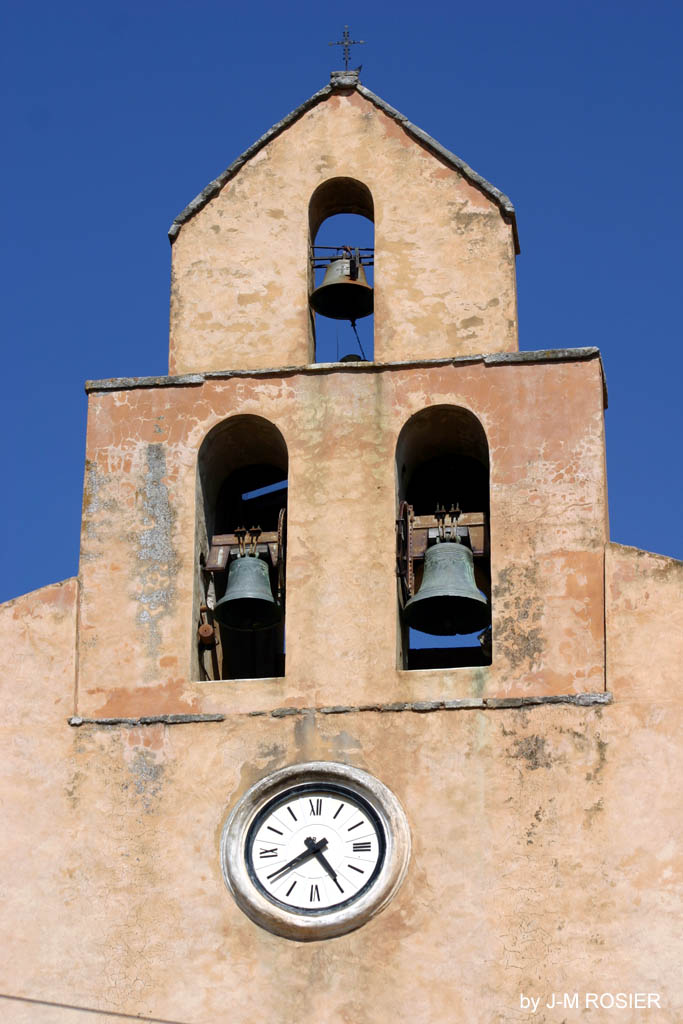
Clocher de l'église de Flassan.

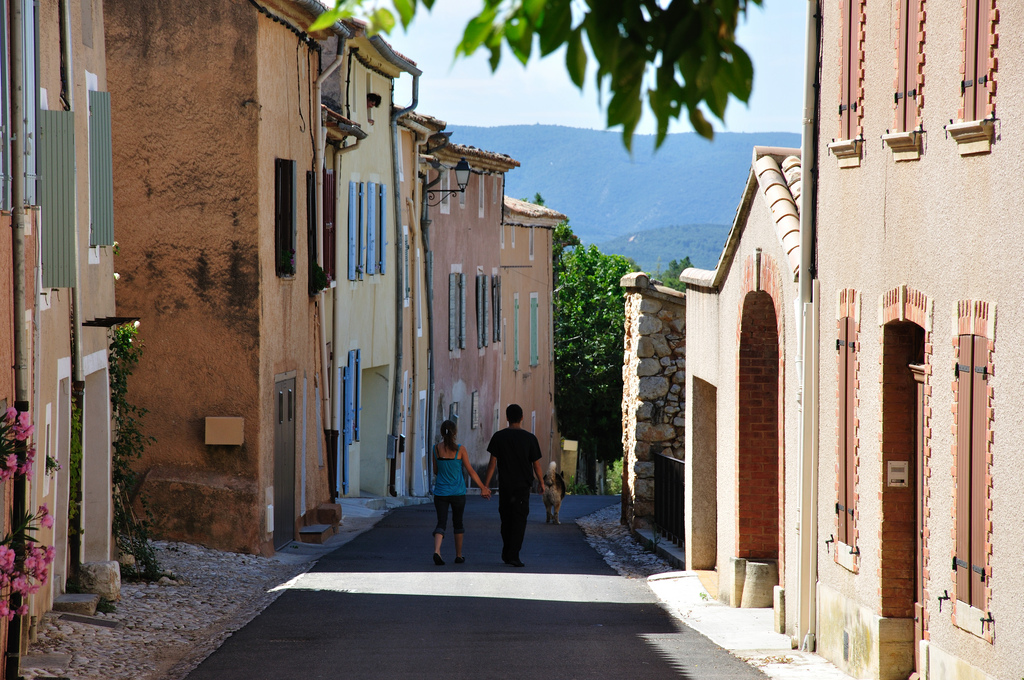
Ruelle de Flassan.

Les ruelles pittoresques mènent à l’église romane du XIIIe siècle et permettent de découvrir fontaines et lavoirs. Les teintes chaudes des façades des habitations sont dues à la présence de carrières d'ocre.
L'église, sous la dédicace de Notre-Dame, fut dès le XIVe siècle un prieuré considérable toujours conféré à un cardinal ou à un prélat. D'origine romane, sa nef se présente sous forme de croix latine avec trois croisées en arc brisé soutenues par des doubleaux. Sous le dallage se trouve une crypte avec des caveaux anciens. Son abside, semi-circulaire, est en cul-de-four.
Le château de Vaubonne, par son style, est daté du XVIIIe siècle et fut érigé en marquisat. Il comporte un bâtiment central à deux ailes en avancée. Sur la commune ont été répertoriées deux chapelles rurales. La première, dédiée à Notre-Dame, est sise dans la combe de Canaud. Une partie de ses structures a été taillée dans le roc. La plus élevée est Saint-Jean du Désert. Elle est attestée dès 1154 sous le nom de Sancti Johannis in territorio Villelonga in Monte Ventorio. Cette chapelle à nef unique et à abside semi-circulaire a été restaurée en 1938.

## Personnalités liées à la commune
- Jean de Raxi, seigneur de Flassan.
- Gaëtan de Raxi de Flassan (1760-1845), diplomate et historien français.
- Éric Caritoux, coureur cycliste né à Carpentras en 1960, y habite.
- Joseph Paul Guibert de Vaubonne